# Cathay Dragon

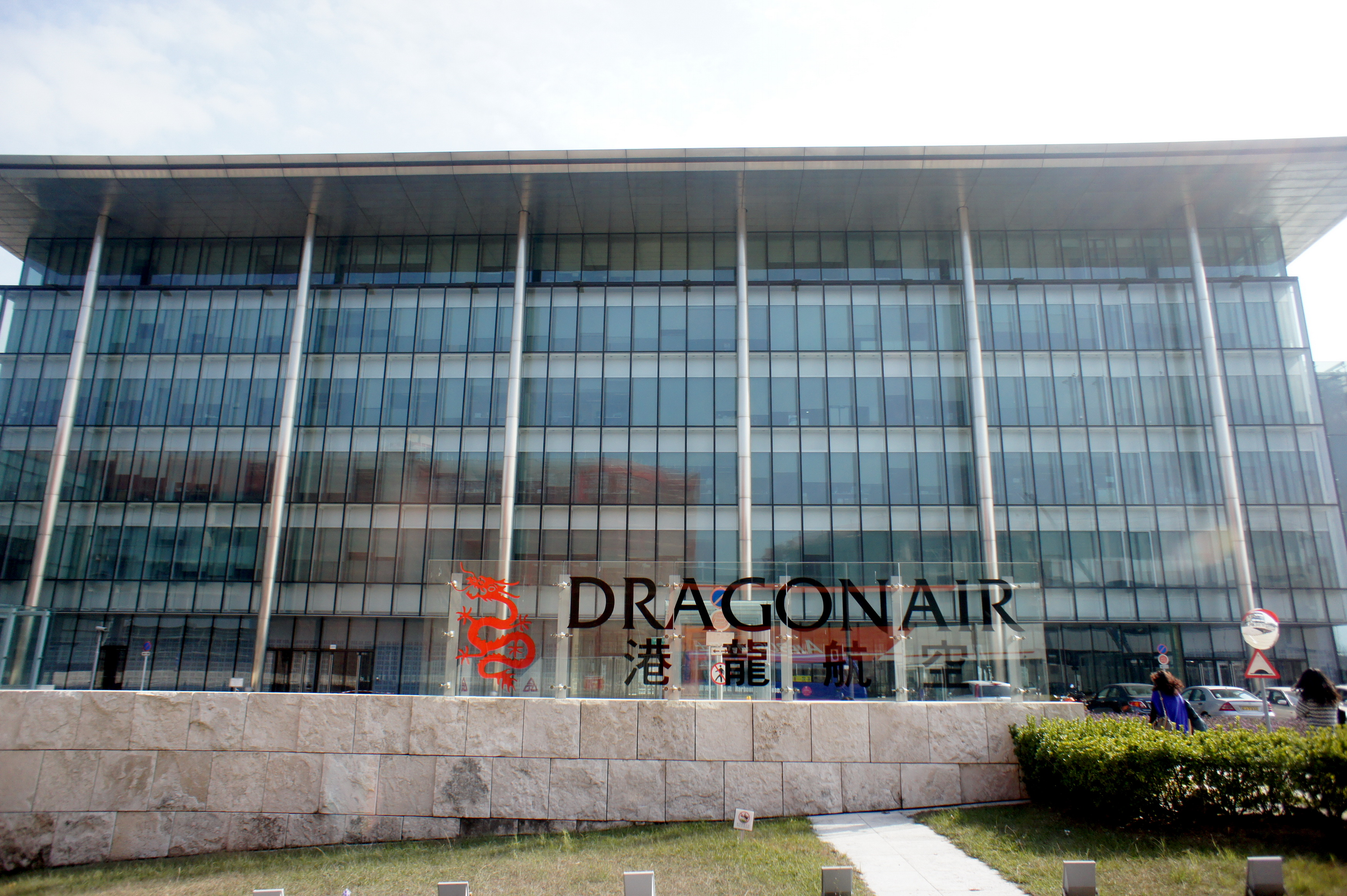
Dragonair House - Het hoofdkantoor van Cathay Dragon

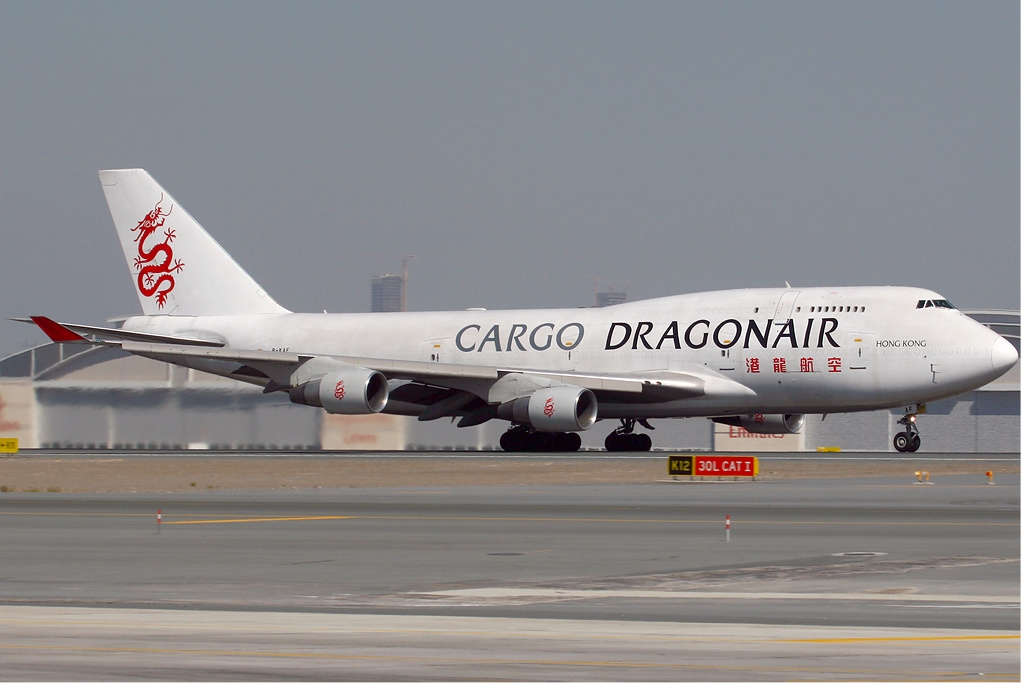
Een Boeing 747 vrachttoestel met de oude naam Dragonair

Cathay Dragon was een Chinese luchtvaartmaatschappij met haar thuisbasis in Hongkong. Naast een uitgebreid net van lijnvluchten vanuit Hongkong naar China en omliggende landen had zij ook een luchtvrachttak met vluchten naar Europa. Door de coronacrisis hield de maatschappij op te bestaan.

## Geschiedenis
Cathay Dragon is opgericht (als Dragonair) in mei 1985 door de zakenman Kuang-Piu Chao. In juli van dat jaar begon de maatschappij haar eerste lijndienst; uitgevoerd met een Boeing 737-200 vanuit Hongkong naar Kota Kinabalu in Maleisië. De maatschappij ondervond al vanaf het begon hevige concurrentie van de grootste (en enige) Hongkongse concurrent Cathay Pacific. In de jaren daarna ontwikkelde Cathay Dragon zich steeds meer in de richting van het Chinese vasteland, terwijl Cathay meer internationale lijndiensten opzette.
In 1990 verkregen het Chinese staatsbedrijf CITIC en de Londense Swire Group 89% van de aandelen, de familie van de oprichter behield 6%. Mede hierdoor verloor Cathay Pacific haar rechten om naar Shanghai en Peking te vliegen, deze lijndiensten vielen ten deel aan Cathay Dragon, hiermee ging ook de introductie van de Lockheed L-1011 TriStar en de Airbus A320 gepaard. In 1995 zou de Airbus A330 ook bij de vloot gevoegd worden. In april 1996 werden de aandeelsverhoudingen van het bedrijf weer gewijzigd; de CNAC (onderdeel van het huidige China Eastern Airlines) kocht ruim 35% van de aandelen, Cathay Pacific en de Swire Group hielden 25% over en de CITIC behield een belang van 28%. De familie van Chao had nog slechts 5% van de maatschappij in bezit.
Op 5 juli 1998 was DragonAir vlucht 841 vanuit Chongqing de laatste lijndienstvlucht die landde op Luchthaven Kai Tak, sindsdien is Hong Kong International Airport (ook wel Chep Lap Kok genoemd) de thuisbasis van zowel Cathay Dragon als Cathay Pacific. In 2000 breidde de maatschappij uit met o.a. vluchten naar Europa en het Midden-Oosten, ook werden twee vrachtlijndiensten opgezet (één naar Shanghai en een andere naar Osaka).
De geplande overname door Air China tussen 2002 en 2006 ging niet door. In 2006 nam Cathay Pacific DragonAir over voor US$1,1 miljard om meer bestemmingen op het Chinese vasteland te krijgen. Cathay had voor de overname slechts twee Chinese bestemmingen, Peking en Xiamen, vanuit Hongkong en voegt hier 23 bestemmingen van Cathay Dragon aan toe. Cathay Pacific wil meer Chinese passagiers naar de hub Hongkong krijgen die vandaar verder vliegen naar internationale bestemmingen.
In januari 2016 is bekendgemaakt dat Dragonair hernoemd zal worden naar Cathay Dragon. Hierbij is ook een nieuwe beschildering aan verbonden die lijkt op de nieuwe beschildering van Cathay Pacific. Op 21 november 2016 is de nieuwe naam doorgevoerd.

## Vloot
De vloot van Cathay Dragon bestond in juli 2016 uit:
- 19 Airbus A330-300
- 15 Airbus A320-200
- 8 Airbus A321-200